# Fred Gray (compositore)
Fred Gray (1957) è un compositore di musica per videogiochi britannico. 
Tra i suoi lavori per Commodore 64 ci sono Shadowfire, Mutants, Madballs ed Enigma Force. 
Per l'Amiga ha composto musica per titoli quali Black Lamp, Eco, Stargoose e Victory Road

## Videogiochi
Elenco approssimativo dei titoli dove Gray ha lavorato alla colonna sonora, almeno per alcune delle piattaforme di pubblicazione:
- Ah Diddums (1984)
- Alchemist (1984)
- The Arc of Yesod (1985)
- Army Moves (1987)
- B.C. Bill (1984)
- Batman: The Caped Crusader (1988)
- Black Lamp (1988)
- Bounces (1986)
- Breakthru (1986)
- Cosmic Cruiser (1984)
- Dante's Inferno (1986)
- Eco (1987)
- Enigma Force (1985)
- Eye of Horus (1989)
- Firefly (1988)
- Foxx Fights Back (1988)
- Frankie Goes to Hollywood (1985)
- Gutz (1988)
- Giant's Revenge (1984)
- Highway Encounter (1986)
- Hunchback: The Adventure (1986)
- Hyper Active (1988)
- Hysteria (1987)
- Implosion (1987)
- Infodroid (1987)
- It's a Knockout (1986)
- Jack and the Beanstalk (1984)
- The Legend of Kage (1986)
- Madballs (1987)
- MagMax (1986)
- Mario Bros. (Ocean, 1987)
- Mermaid Madness (1986)
- Metabolis (1985)
- Mission AD (1986)
- Mutants (1987)
- The Neverending Story (1985)
- N.O.M.A.D (1986)
- Nodes of Yesod (1985)
- Pedro (1984)
- Platypus (2002)
- Renegade (1987)
- Ring Wars (1988)
- Road Runner (1987)
- Robin of the Wood (1985)
- Shadowfire (1985)
- Stairways (1985)
- Starace (1987)
- Stargoose Warrior (1988)
- Super Soccer (1987)
- Transformers (1986)
- Troll (1988)
- Victory Road (1989), Amiga e Atari ST
- Where Time Stood Still (1988)
- World Class Rugby (1991)
- Zone Trooper (1988)